# Kanton Alençon-3
Alençon-3 is een voormalig kanton van het Franse departement Orne. Het kanton maakte deel uit van het arrondissement Alençon. Het werd opgeheven bij decreet van 25 februari 2014, met uitwerking op 22 maart 2015.

## Gemeenten
Het kanton Alençon-3 omvatte de volgende gemeenten:
- Alençon (deels, hoofdplaats)
- Cerisé
- Forges
- Larré
- Radon
- Semallé
- Valframbert
- Vingt-Hanaps